# Alfred I. duPont–Columbia University Award
Mit dem Alfred I. duPont–Columbia University Award wird herausragender Rundfunk- und Online-Journalismus ausgezeichnet, der dem Gemeinwohl dient. Der Preis wurde 1942 von Jessie Ball duPont in Erinnerung an ihren Gatten Alfred I. du Pont ins Leben gerufen und wird seit 1968 von der Columbia University Graduate School of Journalism in New York City verliehen. Er gilt als das Rundfunk-Gegenstück zum Pulitzer-Preis, der ebenfalls von der Columbia University verliehen wird.